# إستر باوم بورن
إستر باوم بورن (بالإنجليزية: Esther Baum Born)‏ هي مهندسة معمارية ومصورة أمريكية، ولدت في 1902 في بالو ألتو في الولايات المتحدة، وتوفيت في 1987 في سان دييغو في الولايات المتحدة.